# 余濬
余濬（1447年—？），字仲深，浙江寧波府慈谿縣人，匠籍，明朝政治人物。

## 生平
浙江鄉試第八十三名舉人。成化十七年（1481年）中式辛丑科會試第二百十八名，三甲第五十名進士。授監察御史。弘治年間，彈劾浙江鎮守中官張慶、廣東鎮守中官韋眷，后因姜綰之事連坐貶職，為平度州判官。官至山東兗州府同知。

## 家族
曾祖余繼宗；祖父余大初；父余銘，母龔氏。具慶下。